# Смирнов, Владимир Мартынович
Владимир Мартынович Смирнов (псевдоним Паульсон, 1876, Псков — 1952, Стокгольм) — большевик, советский дипломат.

## Биография
Родился в семье русского купца и финской шведки Виргинии Карловны Нюгрен, хорошо знакомой с русскими революционерами. Когда Владимиру было всего четыре года, отец умер. В 1893 году его мать уехала с сыном на свою родину в Финляндию.
Сдав экзамены на аттестат зрелости, поступил в Петербургский университет. В 1899 году был исключен из университета за участие в беспорядках, но в следующем году восстановлен.
Завязал контакты с финскими социал-демократами Рейно Дрокила и А. Б. Мэкелэ, радикальными националистами Конни Циллиакусом и Арвидом Неовиусом.
Член РСДРП с 1900 года. В 1903—1918 годах — преподаватель русского языка в университете Гельсингфорса. Занимался контрабандой нелегальной литературы и оружия через Стокгольм и Финляндию в Петербург. Во время революции 1905—1907 годов его квартира служила явкой для таких деятелей революции, как Ленин, Красин и Луначарский. Весной 1907 года Смирнов устроил бежавшего из России Льва Троцкого на вилле Хавулина в Оулункюле.
Ближайшим другом В. М. Смирнова и его товарищем по революционной работе в Финляндии был большевик Николай Евгеньевич Буренин, мать которого владела поместьем в деревне Кирьясало, расположенным возле российско-финляндской границы. Через это поместье было перевезено в Петербург большое количество ящиков с большевистскими изданиями.
В 1911 году женился на Карин Стриндберг, дочери шведского писателя и драматурга Августа Стриндберга. В 1918 году супруги переехали из Гельсингфорса в Стокгольм.
В 1918 году по заданию Ленина возглавил отделение агентства новостей РОСТА в Стокгольме (формальным шефом был Отто Гримлунд). Многие годы был советским консулом в Стокгольме.
Владимир и Карин Смирновы похоронены в Сигтуне в той же могиле, что и его мать, которая умерла там в 1919 году. 

## Сочинения
- Из революционной истории Финляндии. 1905, 1917, 1918 гг. Л., 1933.